# Оринино
Ори́нино (чув. Оринин) — село в Моргаушском районе Чувашской Республики России. Входит в состав Орининского сельского поселения.

## География
Село находится в северной части Чувашии, в пределах Чувашского плато, в зоне хвойно-широколиственных лесов, к северу от реки Елачки (приток Моргаушки), на расстоянии примерно 4 километров (по прямой) к северо-востоку от села Моргауши, административного центра района. Абсолютная высота — 164 метра над уровнем моря. Расстояние до столицы республики — города Чебоксары — 42 км, до села Моргауши — 8 км, до железнодорожной станции 36 км.
Климат
Климат характеризуется как умеренно континентальный, с продолжительной морозной зимой и тёплым летом. Среднегодовая температура воздуха — 2,3 °С. Средняя температура воздуха самого тёплого месяца (июля) — 18,6 °C (абсолютный максимум — 38 °C); самого холодного (января) — −13 °C (абсолютный минимум — −44 °C). Безморозный период длится около 148 дней. Среднее количество атмосферных осадков, выпадающих в вегетационный период, составляет 326 мм
Часовой пояс
Село Оринино, как и вся Чувашия, находится в часовой зоне МСК (московское время). Смещение применяемого времени относительно UTC составляет +3:00.

## История
Основано выходцами из деревни Семенькасы. Жители — до 1866 года государственные крестьяне; занимались земледелием, животноводством, колёсным производством. В 1875 году открыто мужское земское училище, в 1923—1924 — школа 1-й ступени (в 1933 году преобразована в неполную среднюю школу, в 1940 году — в среднюю школу). В 1930 году образован колхоз «Красное Сормово». 
Религия
Действующий Свято-Троицкий храм (1798—1935, с 2002). В 90-х годах XVIII века в селе функционировали 2 храма: Архангела Михаила и Святого Николая Чудотворца.

## Население
| 2010 | 2012 |
| ---- | ---- |
| 155  | ↘150 |

Гендерный состав
По данным Всероссийской переписи населения 2010 года в гендерной структуре населения мужчины составляли 45,8 %, женщины — соответственно 54,2 %.
Национальный состав
Согласно результатам переписи 2002 года, в национальной структуре населения чуваши составляли 99 % из 162 чел.

## Инфраструктура
Функционирует СПК «Оринино» (по состоянию на 2010 год). Имеются фельдшерский пункт, клуб, магазин.

Проведён водопровод, село газифицировано.
Памятники и памятные места
Памятник воинам-односельчанам, павшим в годы Великой Отечественной войны 1941—1945 гг. (с. Оринино, ул. Центральная, д. 62, рядом с магазином).

## Известные уроженцы
- Талиев, Даниил Иванович (1784—1837) — военный врач, генерал медицинской службы, организатор здравоохранения в Русской императорской армии.